# Pointe de Pécé
La  Pointe de Pécé è una montagna delle Alpi Cozie alta 2.733 m s.l.m., situata nel dipartimento francese delle Alte Alpi.

## Toponimo
Con il termine Pécé nel dialetto locale ci indicano le conifere, che ricoprono il versante affacciato verso la Valle della Clarée. Si tratta della stessa radice latina dalla quale deriva il none del genere Picea, che comprende l'abete rosso.

## Descrizione

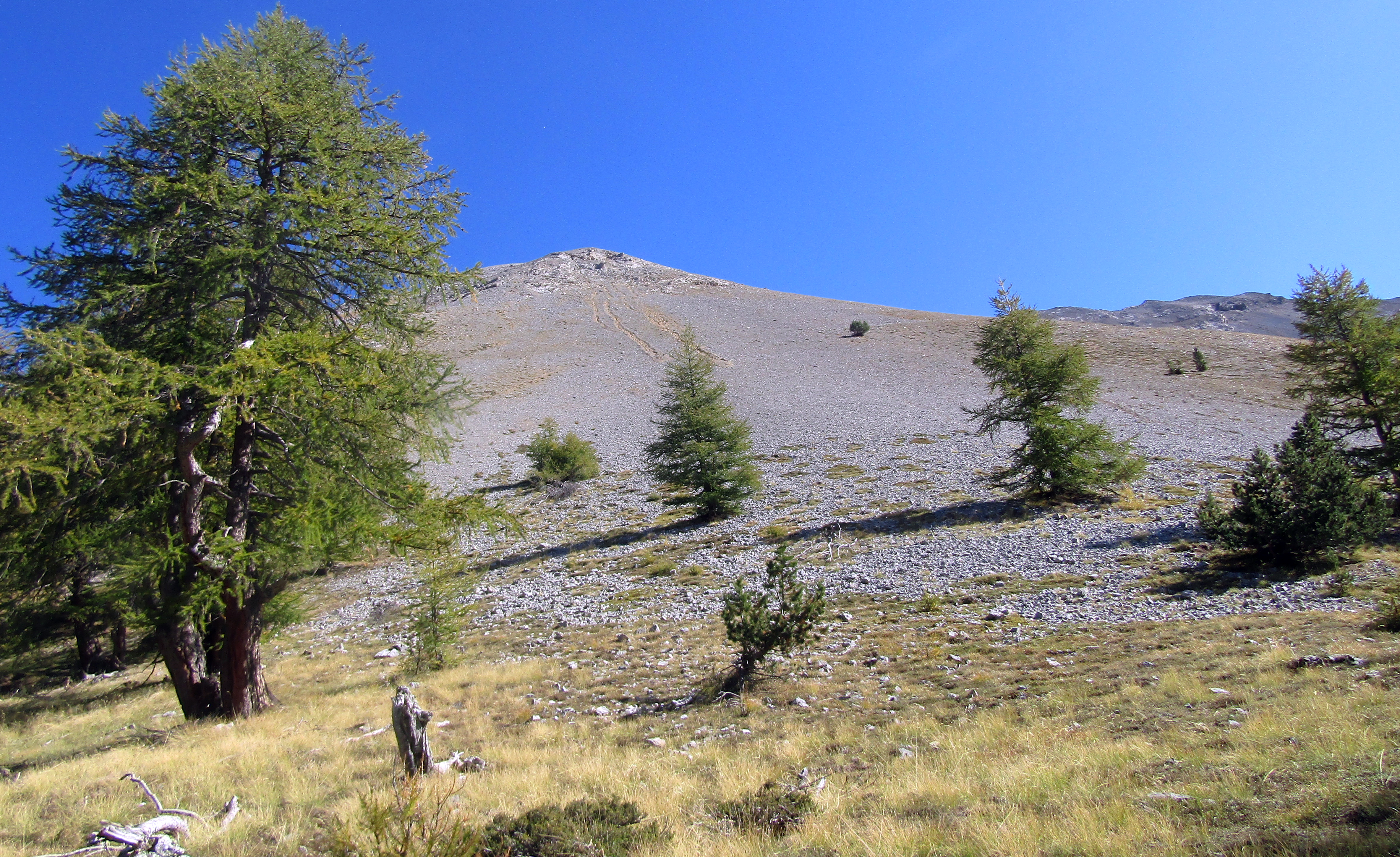
Il detritico versante sud-occidentale

La montagna è il più settentrionale e il più alto dei rilievi della costiera che divide il solco principale della Valle della Clarée (a ovest) dal Vallone dell'Opon, un tributario del Torrent des Acles che a sua volta si getta nella Clarée a Plampinet, in comune di Névache. La costiera, che complessivamente viene detta Crête de Pécé, prosegue verso sud prima con una anticima a quota 2.722 m s.l.m. e quindi con una serie di elevazione minori, ruotando poi verso est e andando a collegarsi tramite il Col de Dormilluose (2.445 m) al Pic du Lauzin e alla catena principale alpina. La Pointe de Pécé è caratterizzata da ripidi pendii di fine detrito che sovrastano vasti boschi di conifere. La sua cima è segnalata da un grosso ometto di pietrame, e poco a sud della stessa si trova una apparecchiatura per le chiamate di emergenza.

## Accesso alla vetta

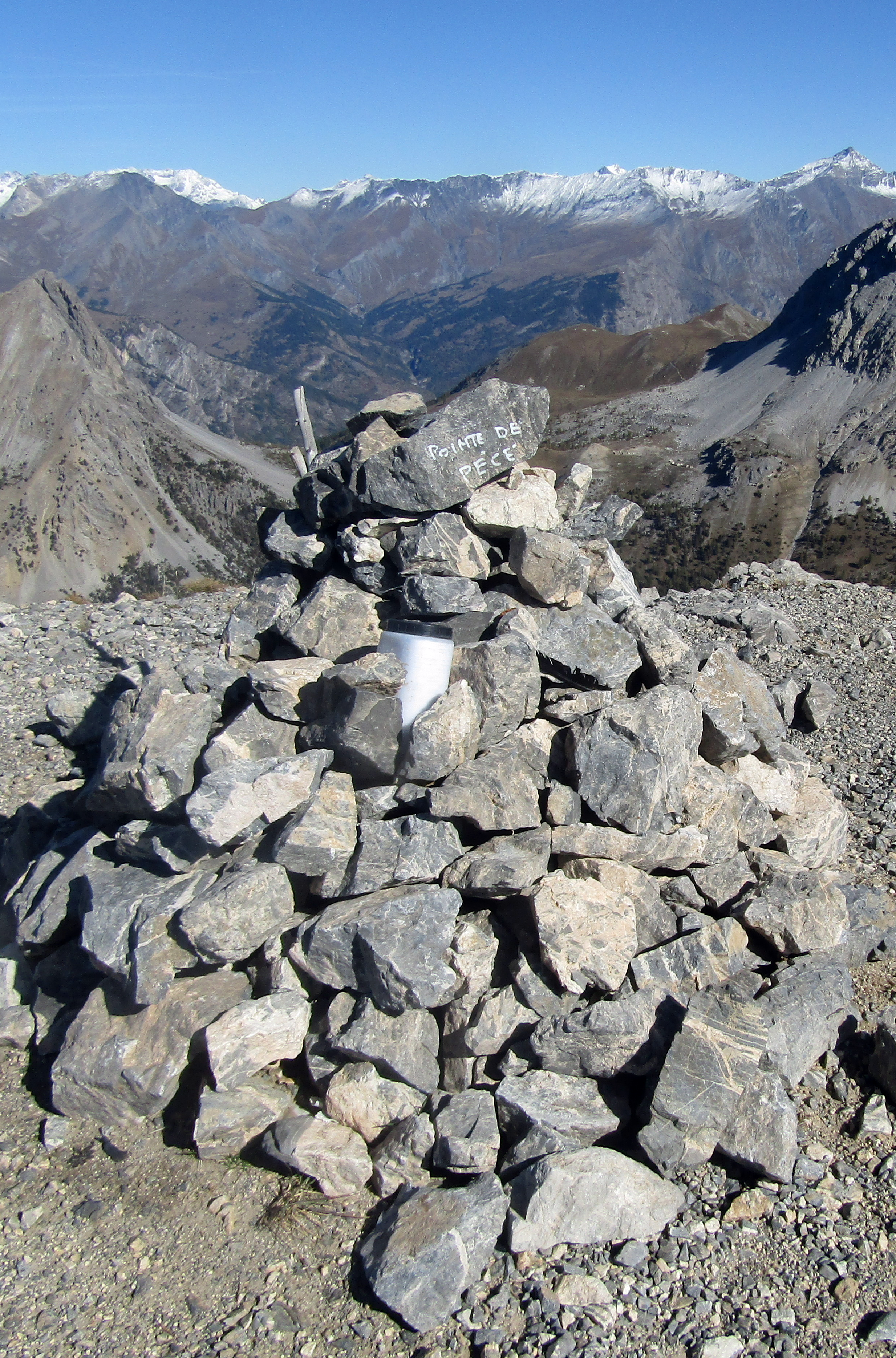
L'ometto sulla cima

### Accesso estivo
L'accesso alla cima può avvenire per sentiero con partenza da Plampinet, una frazione di Névache collocata a circa 1.880 m s.l.m.. Nonostante la salita avvenga tutta per un buon sentiero è considerata di una difficoltà escursionistica EE a causa della forte esposizione del tracciato.  Si può anche accedere, per tracce di sentiero che si tengono nei pressi della Crête de Pécé, partendo dal Col de Dormilluose.
La salita cicloalpinistica partendo dal Colle del Monginevro e la successiva discesa verso Plampinet sono anch'esse considerate molto impegnative ma appaganti da un punto di vista paesaggistico.

### Accesso invernale
La salita scialpinistica è di difficoltà D (Difficile).

## Cartografia
- Cartografia ufficiale francese dell'Institut géographique national (IGN), consultabile online
- Istituto Geografico Centrale - Carta dei sentieri e dei rifugi scala 1:50.000 n. 1 Valli di Susa Chisone e Germanasca